# Poa (Koti)
Pour les articles homonymes, voir Poa.
Poa est une commune rurale située dans le département de Koti de la province de Tuy dans la région des Hauts-Bassins au Burkina Faso.

## Santé et éducation
Le centre de soins le plus proche de Poa est le centre de santé et de promotion sociale (CSPS) de Koti.